# Tipula (Lunatipula) martini
Tipula (Lunatipula) martini is een tweevleugelige uit de familie langpootmuggen (Tipulidae). De soort komt voor in het Nearctisch gebied.